# Faber Burgos

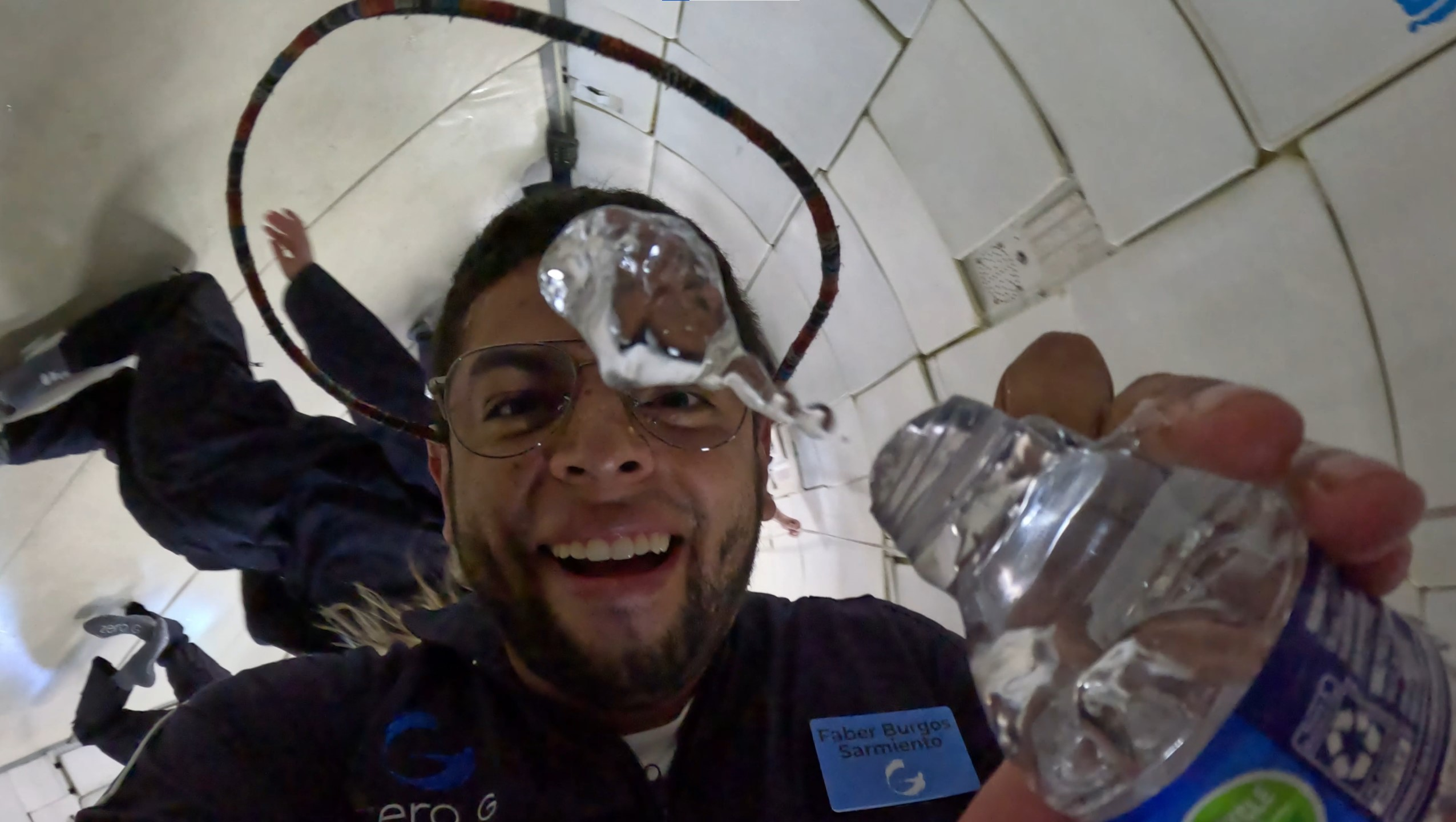
Faber Burgos experimentando con agua en gravedad reducida.

Faber David Burgos Sarmiento es un influenciador, divulgador científico, conferencista y ocasional actor colombiano. Según el Ministerio de Tecnologías de la Información y Comunicaciones, es el primer colombiano «en enviar una selfie a la estratósfera con un experimento científico», cuando en octubre de 2020 logró grabar el sol y la luna simultáneamente mediante un experimento casero con un globo meteorológico. Tiene dos Record Guinness, el primero fue en el año 2021 por haber logrado el video con más visualizaciones en esta temática en la plataforma Facebook Creators. Igualmente es reconocido por ser el primer colombiano en reproducir un sonido en la estratosfera de Colombia, cuando en 2022 igualmente logró reproducir y grabar un sonido a más de 32 kilómetros de altura. Igualmente se convirtió en el primer colombiano en enviar semillas de 6 especies diferentes de árboles a la estratosfera de su país, en una iniciativa llamada "bosques estratosfericos" pues en diciembre de 2023, en compañía de la empresa privada Urbaser lanzó más de 40.000 muestras a la capa atmosférica, entre las semillas,  destaca la palma de cera del quindio o el abarco; este último en vía de extinción. esto fue realizado en el marco de la misión denominada Capibara-1 y su objetivo principal es reforestación El 10 de febrero de 2024 logró documentar su experiencia viviendo la ingravidez o gravedad cero, ya que en el año 2023 fue elegido por la organización Space for Humanity entre varios participantes de todo el mundo para realizar este procedimiento, con esto se convirtió en el primer creador de contenido colombiano en realizar alguna actividad en este tipo de escenarios. En 2025 alcanzó su segundo Record Guinness en un proyecto con miembros de la Universidad de Manizales bautizado Kumanday, donde lanzaron semillas desde la estratosfera de la tierra a la superficie en un mensaje con sentido ambiental y a la no violencia. 

## Biografía

### Primeros años
Interesado por la ciencia desde su juventud, Burgos empezó a estudiar de forma autodidacta y paralelo realizaba labores de reciclaje con su familia para ganarse el sustento. En su juventud y en la actualidad, ha tenido la oportunidad de descubrir fósiles de Ammonoidea de aproximadamente 400 millones de años del periodo devónico, y otros de periodos cercanos
Ingresó en la Universidad ECCI para estudiar Lenguas Modernas, y a comienzos de la década de 2010 empezó a realizar pequeños papeles como figurante en series de televisión colombianas como Mujeres al límite, A mano limpia, Mamá también y El Man es Germán. Por esa misma época decidió incursionar en el marketing digital mediante redes sociales, y en 2017 se vinculó a la plataforma Facebook Creators, en la que empezó a crear contenido sobre ciencia.

### Experimento espacial y Récord Guinness

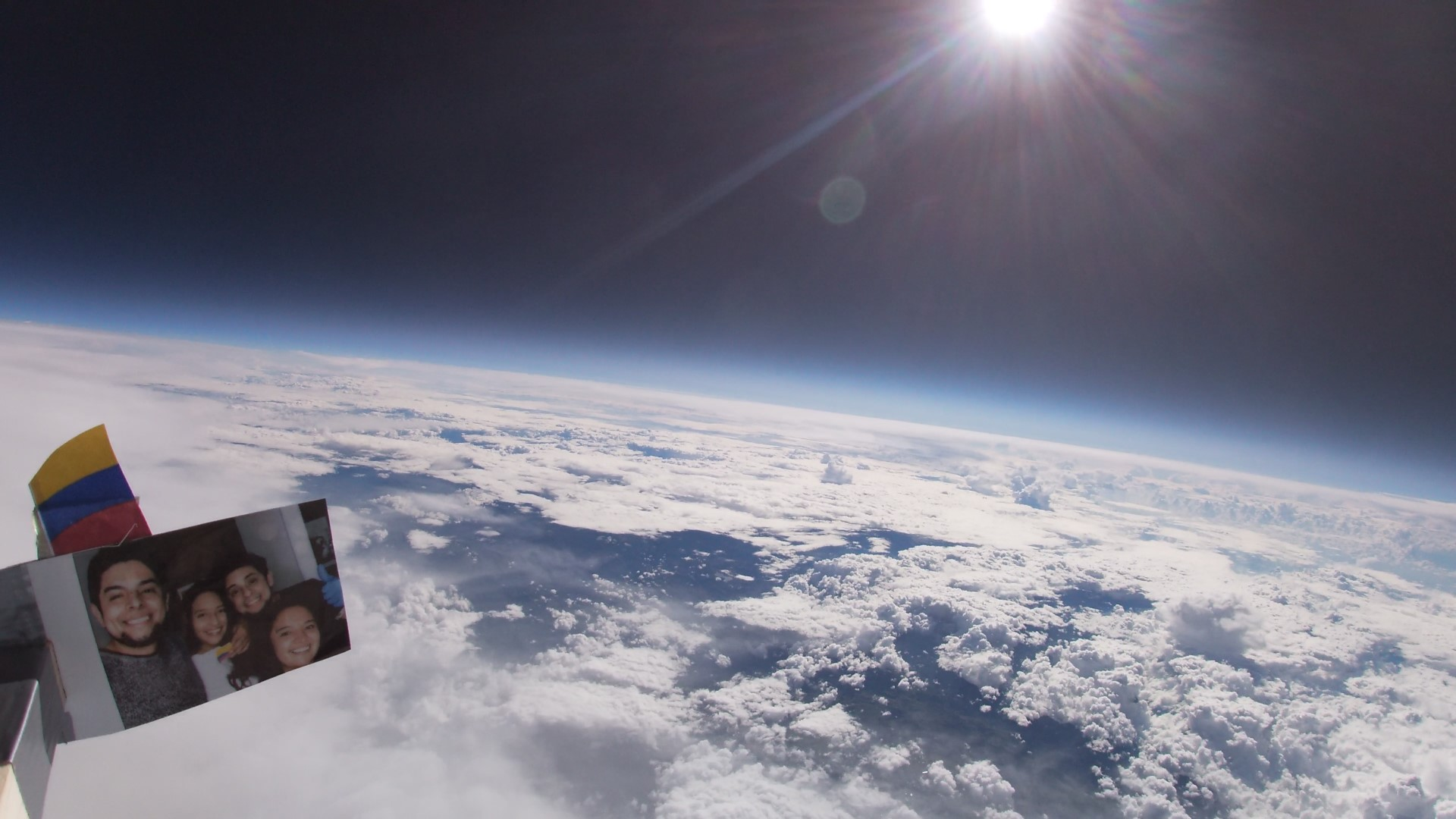
Experimento de Globo sonda - Faber Burgos Sarmiento

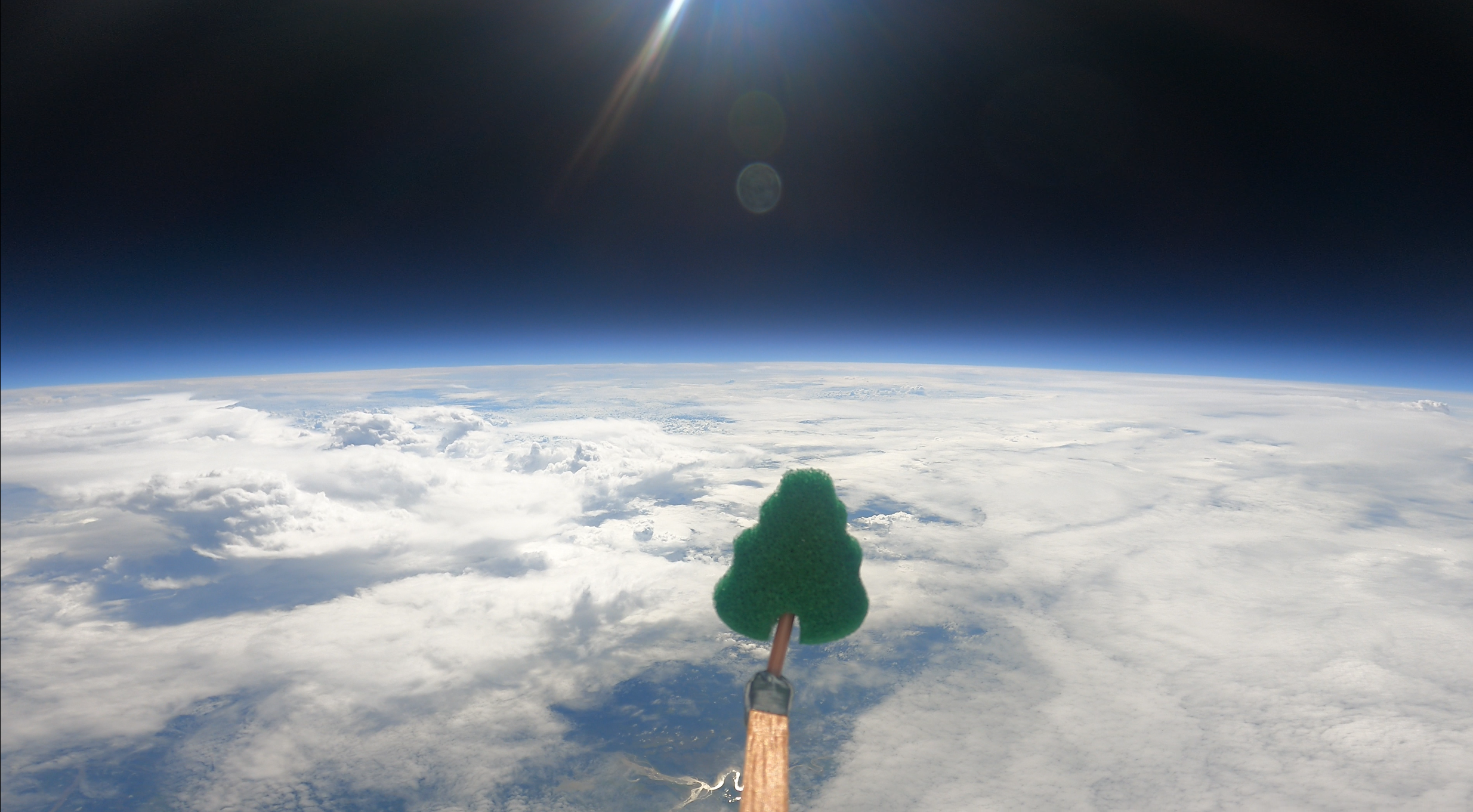
Misión Capibara 1 - Envío de semillas

Después de obtener los respectivos permisos de la Aeronáutica Civil, el 26 de septiembre de 2020 lanzó una sonda casera con una cámara GoPro en una nevera de poliestireno expandido, atada a un globo meteorológico. Se dirigió hasta el municipio de Cuítiva, en Boyacá, desde donde realizó el lanzamiento por la altura del lugar y las condiciones climáticas. El globo utilizado, de 600 gramos de peso, fue inflado con 1.811 litros de helio, y logró elevarse hasta la estratósfera. En su recorrido, logró captar imágenes de la luna y el sol de manera simultánea, y la curvatura terrestre. Tras alcanzar unos 30 kilómetros de altura en promedio, el globo finalmente explotó y el dispositivo regresó a tierra gracias a un paracaídas instalado. Su ubicación de aterrizaje se logró gracias a un sistema de GPS satelital.

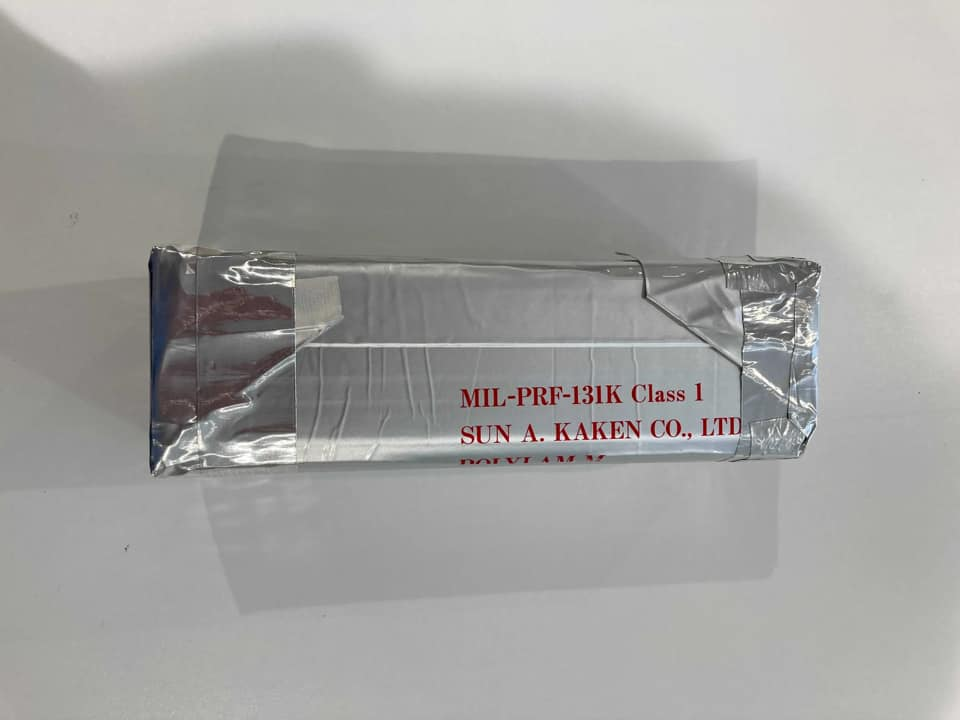
Carta de Faber Burgos enviada a la ISS EEI por la JAXA y Adoptaunmec

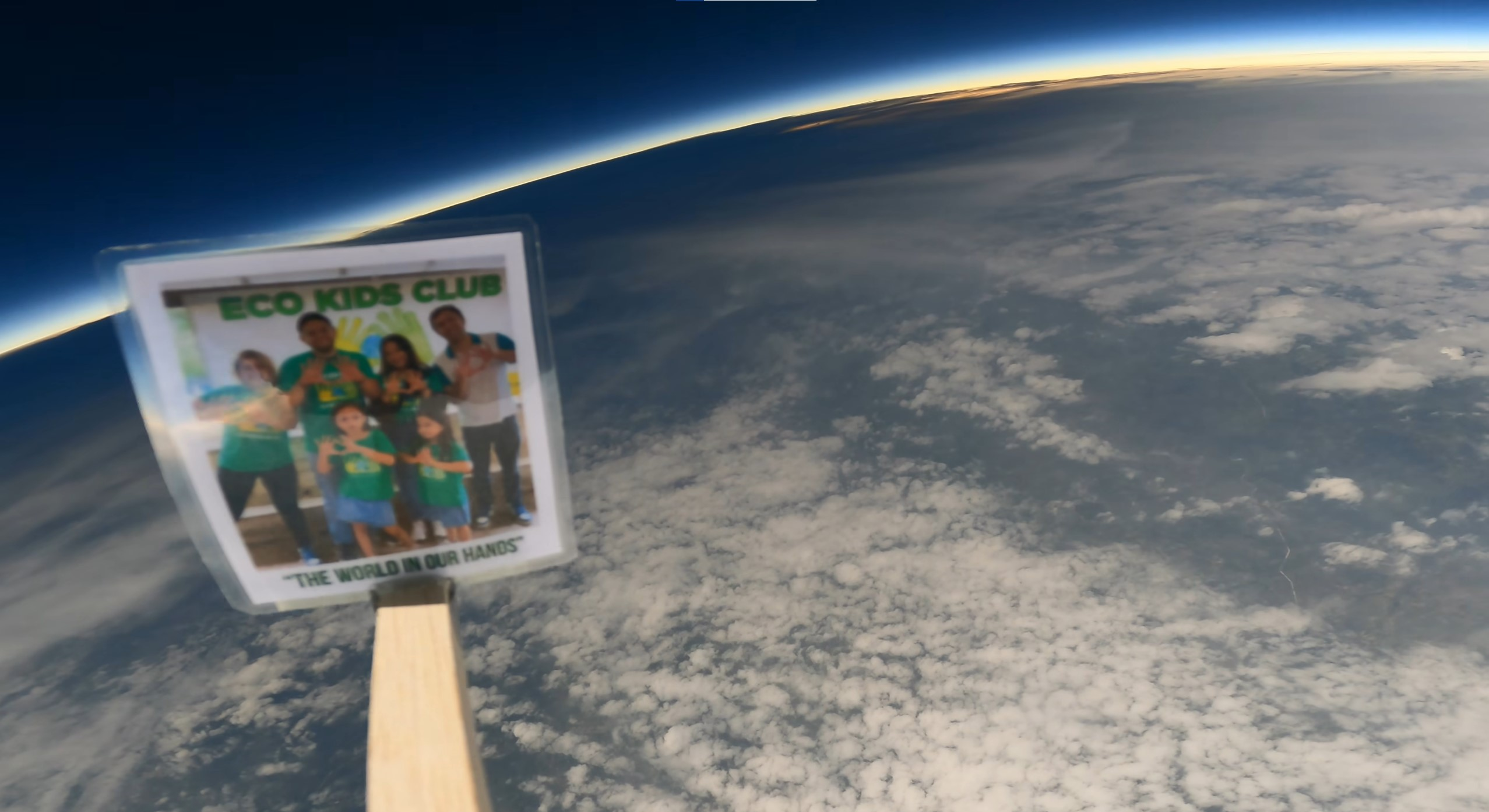
Umbra del Eclipse total solar de 2024 (Kerrville,Texas)

El videoclip logrado con el experimento fue compartido en la plataforma de Facebook Creators y logró superar las 90 millones de reproducciones; el logro fue documentado por medios locales e internacionales. En 2021 alcanzó un récord Guinness gracias a haber conseguido aproximadamente 84 millones de visualizaciones de su video en la mencionada plataforma. El mismo año ganó un Premio InstaFest en la categoría de mejor contenido educativo y científico del año, en ceremonia celebrada en la ciudad de Cartagena de Indias, y fue reconocido como mejor personalidad influyente del año en la primera edición de los Premios Latin Plug, celebrados en los Estados Unidos. También en 2021 participó en una convocatoria de la empresa SpaceX para enviar una carta al espacio a través del cohete Falcon 9. Ocupó el primer lugar en la convocatoria, con más de 46 mil votos. Gracias a esta iniciativa se convirtió en el primer influenciador de ciencia latinoamericano en tener un escrito a mano en la estación espacial. Dicho experimento se realizó para observar cuánto tiempo dura el papel en el espacio y contó con la colaboración de la Agencia Japonesa de Exploración Aeroespacial y de la empresa francesa AdopteUnMec.
En noviembre de 2021 fue contactado por una empresa para realizar un nuevo lanzamiento, en este caso utilizando un globo de dos mil gramos al que se le agregaron 4.800 litros de helio. El dispositivo alcanzó una altura de 35 kilómetros antes de explotar, y según Burgos, es el que mayor altura ha alcanzado en la historia de su país. Antes de sobrepasar la atmósfera del planeta, la sonda logró captar el Ritacuba, uno de los picos más altos de Colombia. En este lanzamiento se convirtió en el primer colombiano en reproducir un audio o sonido en la estratosfera de Colombia.

### Actualidad

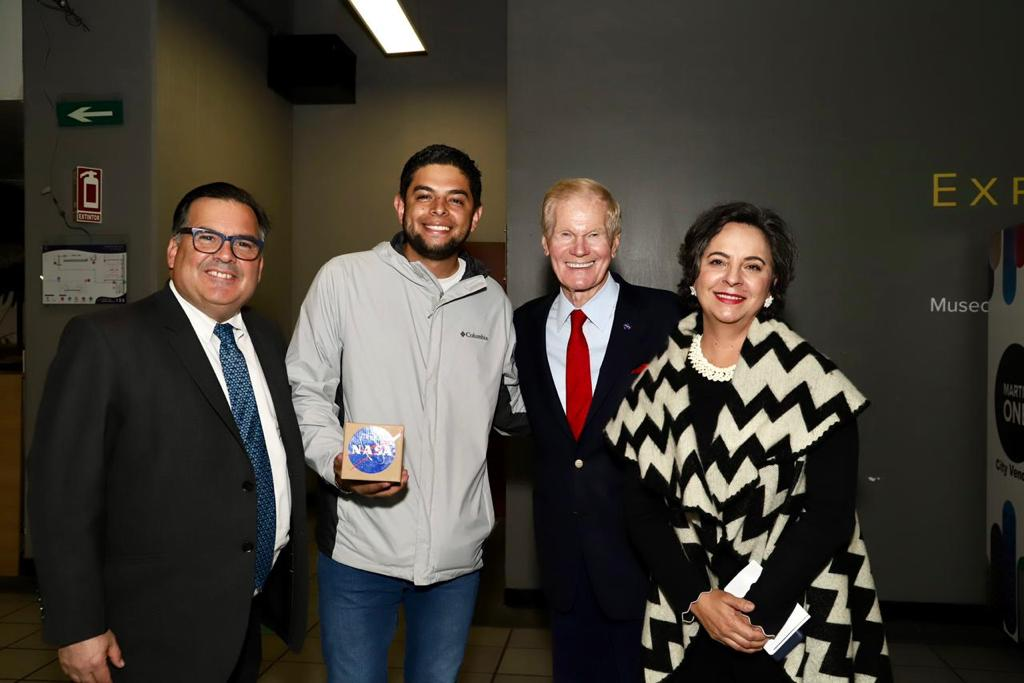
Divulgador de ciencia para niños Faber Burgos y Administrador de NASA Bill Nelson

En mayo de 2022 se asoció con Maloka en la ciudad de Bogotá para presentar su contenido científico en el museo interactivo. Previamente había participado en conversatorios en dicha institución. En septiembre de 2022, se desempeñó como asesor y conferencista en el Primer Congreso Internacional de Divulgación y Ciencias en el municipio de León de Guanajuato, México. En el evento también se realizó un lanzamiento de una sonda a la estratósfera.
En octubre del mismo año colaboró con la marca de café colombiana Juan Valdez para enviar al espacio una bolsa de café, en conmemoración del Día Internacional del Café, que se celebra el 1 de octubre. El lanzamiento del globo aerostático fue realizado desde el municipio de Palestina, Caldas. Ese mismo mes fue incluido en la lista de los Diez Jóvenes Sobresalientes de Colombia en 2022 en la categoría de superación y logros personales por la Cámara Junior Internacional. En noviembre participó como expositor durante la Semana Técnica de la Ingeniería Civil de la Universidad del Magdalena.

Reconocimiento IASC - Asteroide Provisional 2024 CC12

A mediados de 2023 hizo parte de la cobertura del lanzamiento del picosatélite platziSat-1 de Platzi al espacio, una iniciativa que dicha compañía lanzó con el propósito de democratizar el acceso al espacio para la juventud latinoamericana. El mismo año culminó sus estudios de experto universitario en Arqueología Clásica en la TECH Universidad Tecnológica. Paralelo a su labor como influenciador, Burgos se convirtió en uno de los inversionistas de la startup Renttu.
Burgos se convirtió en el primer creador de contenido colombiano en vivir la experiencia de Ingravidez o microgravedad ya que ganó un concurso internacional organizado por Space for Humanity esta última organización ha enviado varios astronautas al espacio cercano, en este caso Burgos a experimentó con varios materiales en condiciones de microgravedad a bordo de una Aeronave de gravedad reducida con lo que podrá continuar su labor de divulgación sencilla de la ciencia, también es el primer colombiano escogido por esta organización para cualquier tipo de actividad de índole terrestre o espacial.
El 27 de enero de 2024, Burgos presenta a través de sus redes un video en el cual repite la hazaña de enviar otro globo meteorológico a la estratosfera, con el apoyo de la empresa de gestión medioambiental Urbaser, pero esta vez la sonda va cargada con más de 40.000 semillas, las cuales al volver a la tierra son sembradas a lo largo y ancho de Colombia, acción denominada por el influencer cómo "el experimento de los 100 años."
El 8 de Abril del año 2024, el creador de contenido viajó a los estados unidos con el propósito de captar el Eclipse solar total desde la estratosfera del planeta, para esta misión se unío con el grupo educativo de niños Ecokids Club. Después de varios meses de planeación, lograrón el objetivo. La globo sonda viajó más de 280 kilómetros desde el condado de Kerrville en Texas hasta un sitio cercano a la ciudad de Waco, con esto el influenciador colombiano y los niños de la fundación se convirtieron en los primeros colombianos en capturar un eclipse solar total desde estas altitudes.
Faber Burgos es distinguido por la NASA, como uno de sus muchos ciudadanos científicos, ya que ha podido participar en varios de sus proyectos como Backyard Worlds: Planet 9 en donde se plantea la búsqueda del hipotético planeta nueve y junto con la IASC aliada con la NASA, de igual manera ha participado en la búsqueda de asteroides, esta organización (IASC) le ha reconocido el haber colaborado para encontrar el asteroide 2024 CC12. Este ultimo aún esta en estudio para determinar su orbita final y poder determinar a un posible descubridor, las observaciones del creador de contenido han sido útiles, junto a otras observaciones para este propósito.   
El 30 de mayo de 2025, el creador de contenido, trabajó en equipo con docentes y estudiantes de la Universidad de Manizales para lograr el lanzamiento de semillas hacia la tierra más alto, logrando una altitud de 35.175 metros. Con esto establecieron un nuevo Record Guinness, el segundo que consigue el creador digital.